# Stephen Gilbert
William Stephen Gilbert (22. července 1912, Newcastle, hrabství Down, Severní Irsko – 23. července 2010 Whiteabbey, hrabství Antrim, Severní Irsko) byl anglicky píšící irský spisovatel.

## Život
Po studiích pracoval Gilbert krátkou dobu v Belfastu jako reportér pro The Northern Whig, od roku 1933 se ale zabýval obchodem v rodinné firmě. Za druhé světové války sloužil jako dělostřelec u 3. ulsterského protileteckého pluku a zúčastnil se s ním bojů ve Francii včetně evakuace spojeneckých armád z Dunkerque.
V poválečné době se angažoval v kampaních za zákaz jaderných zbraní a po napsání svého nejspěšnějšího románu Ratman's Notebooks (1968, Krysařův deník), který byl také zfilmován, se literárně odmlčel. Věnoval se nadále obchodu a stal se generálním ředitelem Germinal Holdings Limited.
Gilbert byl ženatý od roku 1945, měl dva syny a dvě dcery a zemřel ve věku devadesáti osmi let.

## Dílo
- The Landslide (1943, Sesuv půdy), román,
- Bombardier (1944, Dělostřelec), román těžící z autorových válečných vzpomínek,
- Monkeyface (1948, Opičí obličej), román,
- The Burnaby Experiments (1952, Burnabyho pokusy), román,
- Ratman's Notebooks (1968, Krysařův deník), nejúspěšnější autorův román, líčí pomocí zápisků bezvýznamného a zbabělého úředníčka fantaskní a hrůzný příběh o tom, jak si tento úředníček vycvičil hejno krys a jejich prostřednictvím se mstil za vlastní nicotnost.

## Filmové adaptace
- Willard (1971), americký film podle autorova románu Ratman's Notebooks, režie Daniel Mann
- Krysař Willard (2003), americký film podle autorova románu Ratman's Notebooks, režie Glen Morgan

## Česká vydání
- Krysařův deník, Odeon, Praha 1980, přeložila Helena Kryštofová,
- Krysařův deník, Jota, Brno 1995, přeložila Helena Kryštofová.